# رو به فضا
«رو به فضا» (به انگلیسی: Space Bound) عنوان ترانه‌ای از امینم، خواننده رپ آمریکایی است که در سال ۲۰۱۱ میلادی در ایالات متحده منتشر شد.